# Broedbol

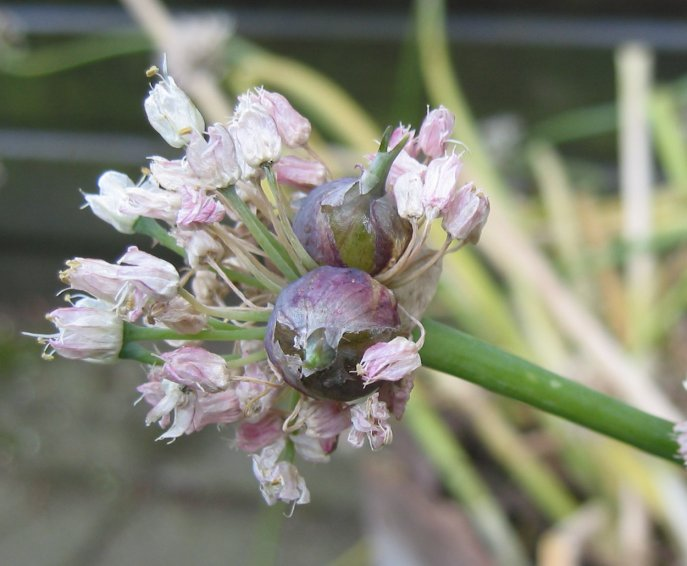
Broedbolletjes van sint Jansui

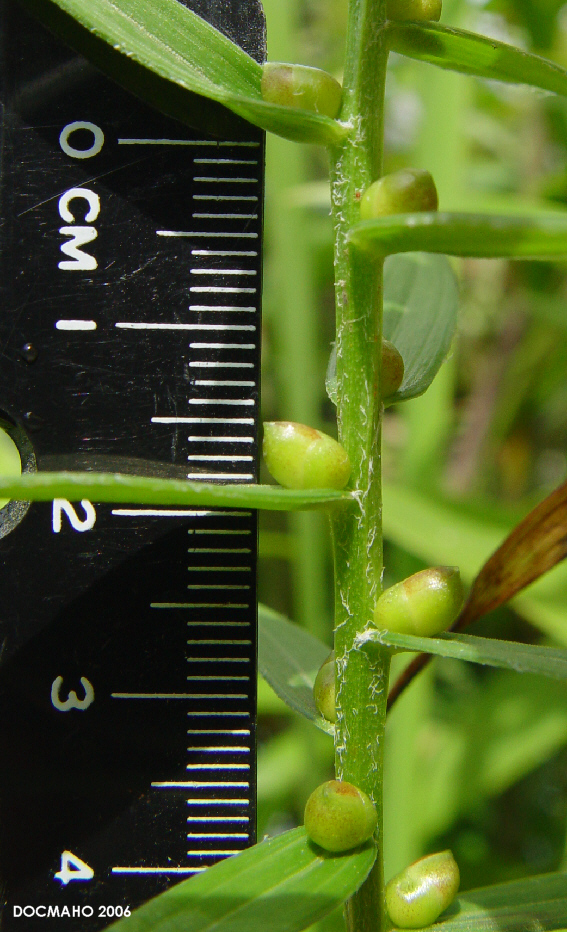
broedbolletjes langs de stengel van Lilium bulbiferum subsp. bulbiferum

Een broedbol of bulbil is botanisch gezien een bol en wordt in de bloeiwijze van sommige planten, zoals de sint-jansui en het moeslook gevormd en is een vorm van valse viviparie. Het is tevens een vorm van vegetatieve vermeerdering.
Broedbolletjes kunnen ook ontstaan langs de stengel, zoals bij de knolduizendknoop of langs de bolschijf van de ouderbol, zoals bij de akkergeelster. In dit laatste geval wordt in de bloembollenteelt van een klister gesproken. Bij de vermeerdering van bloembollen wordt verklistering vaak kunstmatig opgewekt door een temperatuurbehandeling of door de bol een kruis te snijden of de onderkant uit te hollen. Kruisen en uithollen wordt onder andere bij de hyacint gedaan.
Plantensoorten met valse viviparie vormen vaak geen of weinig zaad. Zo wordt bij de sint-jansui geen en bij de moeslook maar weinig zaad gevormd.

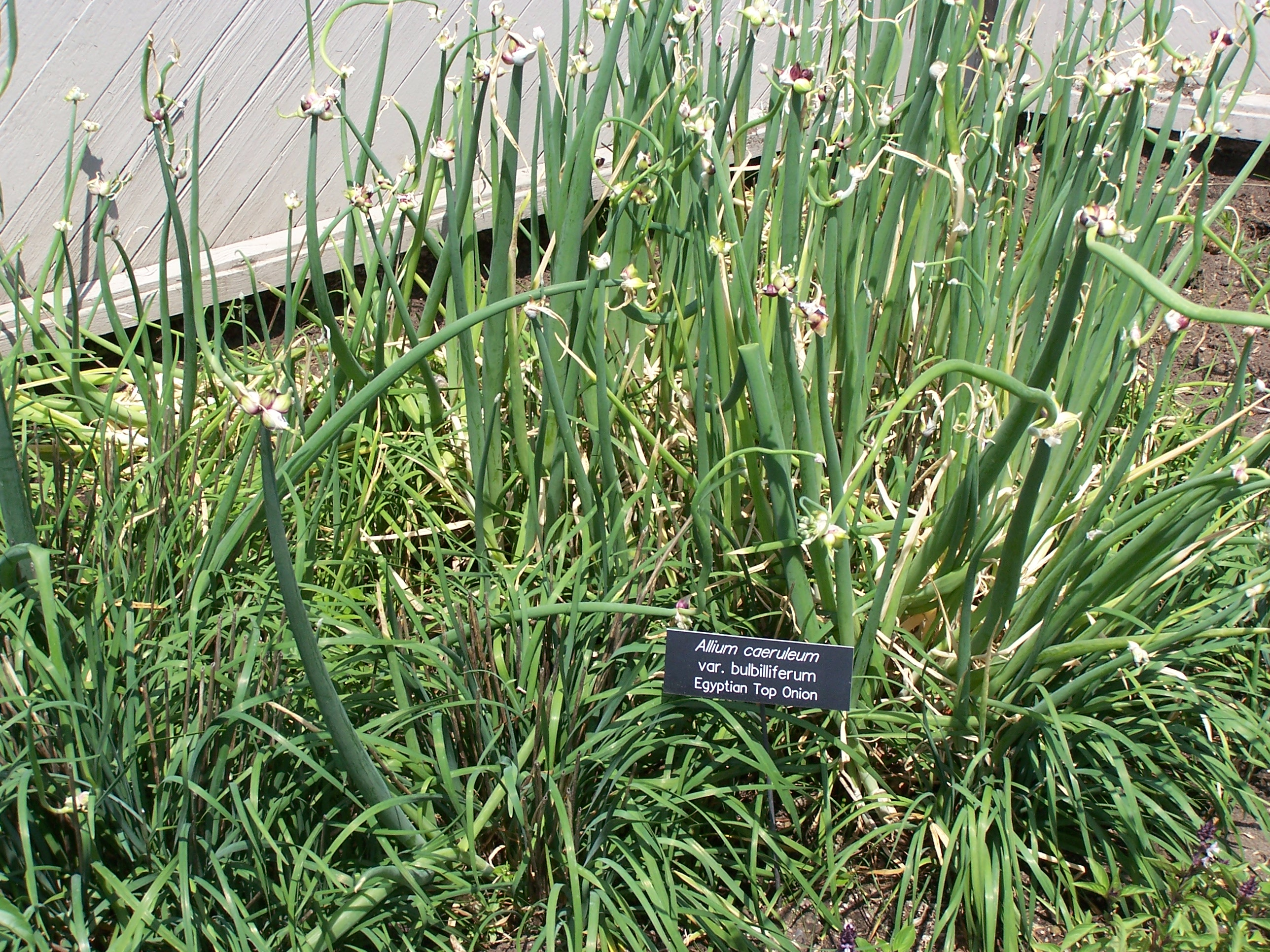
Broedbolletjes bij Allium caeruleum